# Campeonato Mundial de Ciclismo em Estrada de 1992
Os Campeonatos do Mundo de ciclismo de 1992 celebraram-se em Benidorm, Espanha a 5 de setembro e 6 de setembro. Ao ser ano olímpico, todos os eventos olímpicos serviram como campeonatos do mundo, deixando só a corrida profissional de estrada e a prova de contrarrelógio feminina por se disputar.

## Resultado
| Event                                 | Ouro                                                                                 | Ouro       | Prata                                                                            | Prata | Bronze                                                                                    | Bronze |
| ------------------------------------- | ------------------------------------------------------------------------------------ | ---------- | -------------------------------------------------------------------------------- | ----- | ----------------------------------------------------------------------------------------- | ------ |
| Provas masculinas                     |                                                                                      |            |                                                                                  |       |                                                                                           |        |
| Homens - Corridas em linha            | Gianni Bugno · Itália                                                                | 6h 34' 28" | Laurent Jalabert · França                                                        | s.t.  | Dimitri Konyshev · Rússia                                                                 | s.t.   |
| Provas femininas                      |                                                                                      |            |                                                                                  |       |                                                                                           |        |
| Mulheres - contrarrelógio por equipas | Estados Unidos · Bunki Bankaitis-Davis · Jan Bolland · Jeanne Golay · Eve Stephenson | 1h 03' 30" | França · Jeannie Longo-Ciprelli · Catherine Marsal · Corinne Legal · Cécile Odin | + 13" | Rússia · Nadezhda Kibardina · Natalja Grinina · Goulnara Fatkullina · Alexandra Koliaseva | + 46"  |